# سد بلومهوک
سد بلومهوک (به لاتین: Bloemhoek Dam) یک سد در آفریقای جنوبی است که در ایالت آزاد واقع شده‌است.